# Johan Persson Moretus
Johan Persson Moretus, född i Norrköping, död 24 oktober 1672, var en svensk borgmästare, riksdagsledamot och politiker.

## Biografi
Moretus föddes i Norrköping. Han blev 1637 student vid Uppsala universitet. Under studietiden dömdes han flera gånger för bråk. 1642 dömdes han till 6 riksdaler i böter för att han slagit en västmanlänning och 1643 dömdes han till fängelse efter att ha slagit en guldsmedsgesäll. Moretus relegerades 1645 på två år och miste sitt stipendium, efter en konflikt med Johan Ödla. Ödla hade blivit misshandlad av Moretus och fått ena tofflan uppkastad på taket och den andra fastspikad på dörren. Moretus kom senare att bli stadssekreterare (syndikus) i Norrköping och 1654 befallningsman på Johannisborgs slott. Han blev 1661 borgmästare i Norrköping och var riksdagsledamot för borgarståndet i Norrköping vid riksdagen 1664. Moretus avled 1672.

### Familj
Persson Moretus gifte sig första gången 29 december 1653 med Maria Kling (-1664). Han gifte sig andra gången 27 april 1665 med Anna Furubom (1647-1702), dotter till rådmannen i Stockholm Johan Furubom och hans andra hustru Elisabet Andersen.